# Svarthuvad myggsnappare
Svarthuvad myggsnappare (Polioptila nigriceps) är en fågel i familjen myggsnappare inom ordningen tättingar som huvudsakligen förekommer i Mexiko.

## Utseende och läte
Myggsnappare är små, gråaktiga fåglar som mycket aktivt rör sig genom växtligheten medan de konstant vippar, reser och brer ut sin långa stjärt för att skrämma upp insekter. Svarthuvad myggsnappare är mycket liten (10–12 cm) med mestadels vita yttre stjärtpennor på den svarta stjärten. Näbben är relativt lång och smalnar av mot en något krökt spets. Hane i häckningsdräkt har glansigt svart hjässa som sträcker sig under ögat, kontrasterande mot blågrå nacke och rygg samt ljus ögonring.
Arten är utanför häckningstid mycket lik svartbrynad myggsnappare, men skiljer sig framför allt åt genom kontaktlätate, där svarthuvade myggsnapparens är mörkare och grövre läte än den svartbrynades jamanden. Den har vidare något större näbb som är grå längst in vid näbbroten, ej skäraktig, mindre tydlig ögonring och längre, mer kilformad stjärt.

## Utbredning och systematik
Svarthuvad myggsnappare delas in i två underarter med följande utbredning:
- Polioptila nigriceps nigriceps – förekommer i torra västra Mexiko (från norra Sinaloa till Durango, Jalisco och Colima)
- Polioptila nigriceps restricta – förekommer från längst ner i södra Arizona till nordvästra Mexiko (Sonora och Chihuahua))

## Status och hot
Arten har ett stort utbredningsområde och en stor population, men tros minska i antal, dock inte tillräckligt kraftigt för att den ska betraktas som hotad. IUCN kategoriserar därför arten som livskraftig (LC).